# حمودة (القطن)
'

تعديل مصدري - تعديل

حمودة هي إحدى قرى عزلة القطن بمديرية القطن التابعة لمحافظة حضرموت، بلغ تعداد سكانها 160 نسمة حسب تعداد اليمن لعام 2004.